# فانغ بو
فانغ بو (بالصينية: 方博) هو لاعب تنس الطاولة صيني، ولد في 9 يناير 1992 في الصين.

## معرض صور

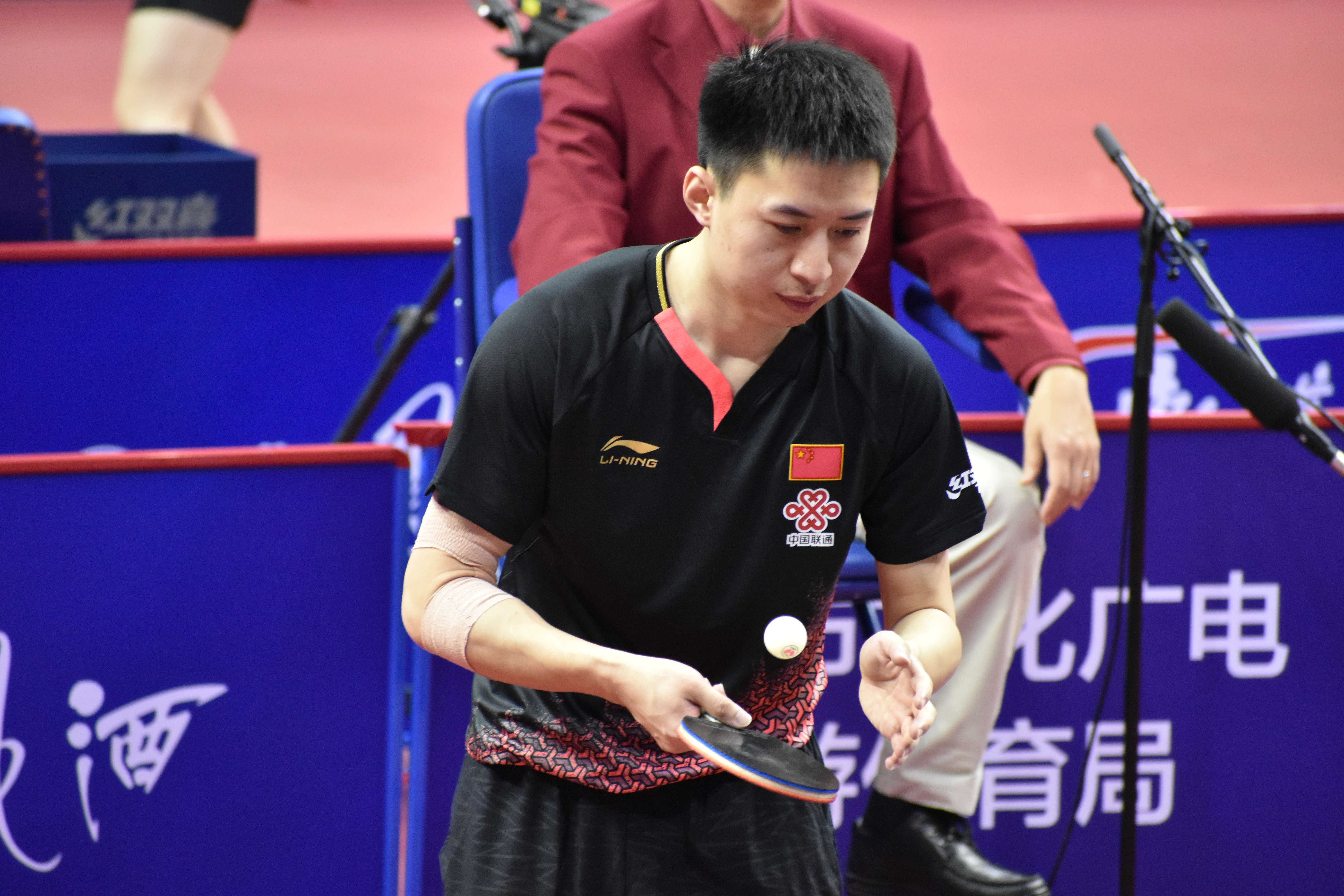
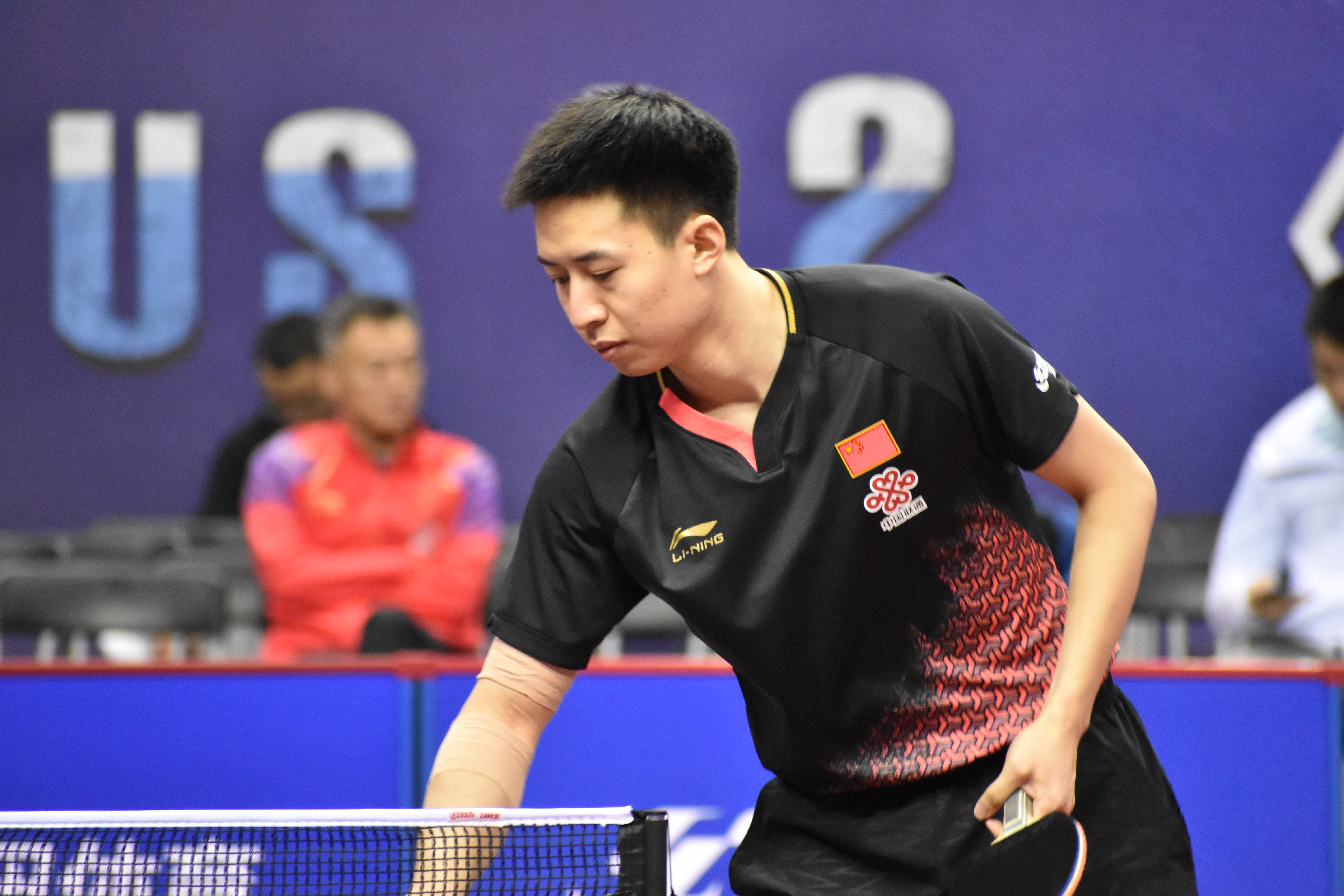
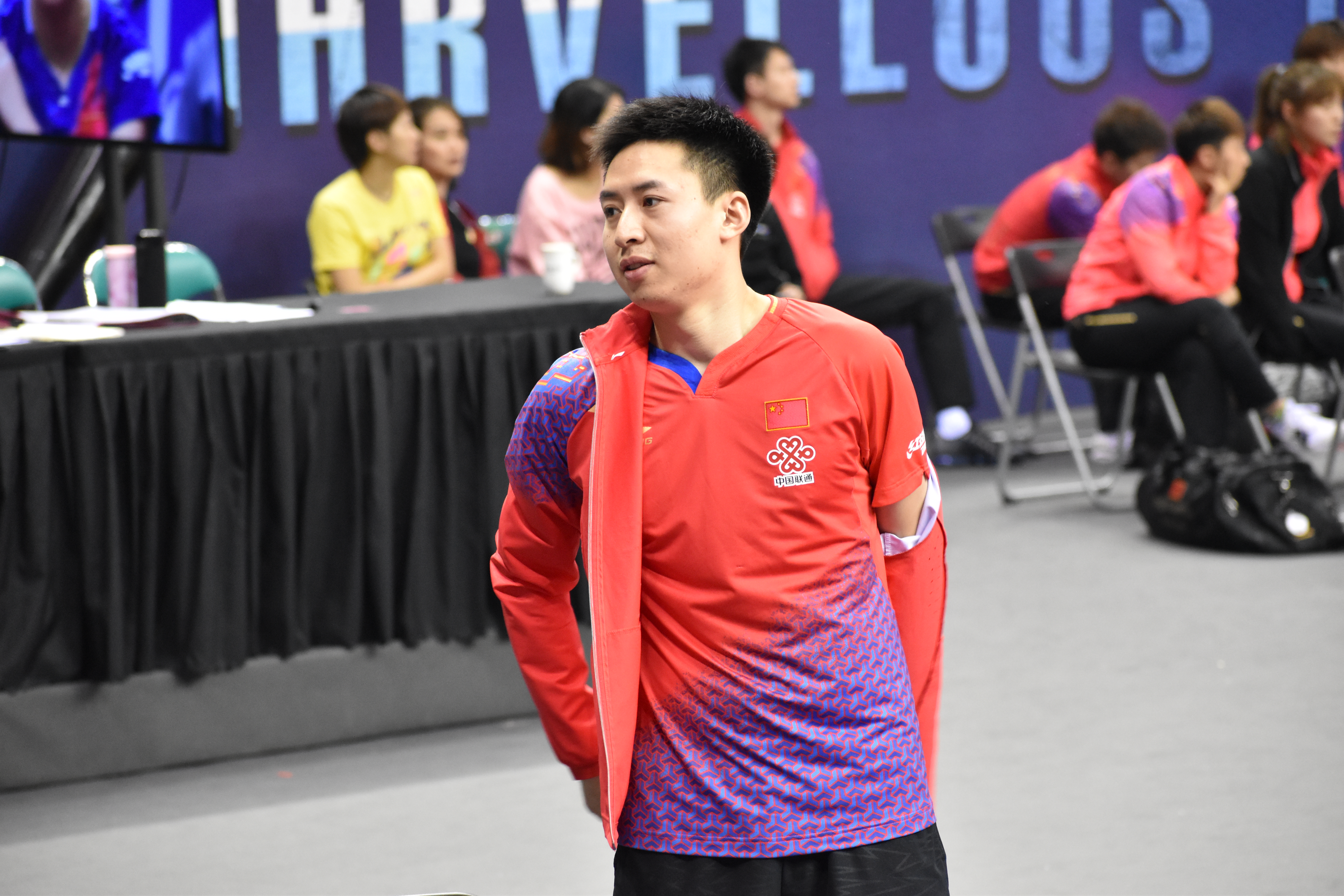
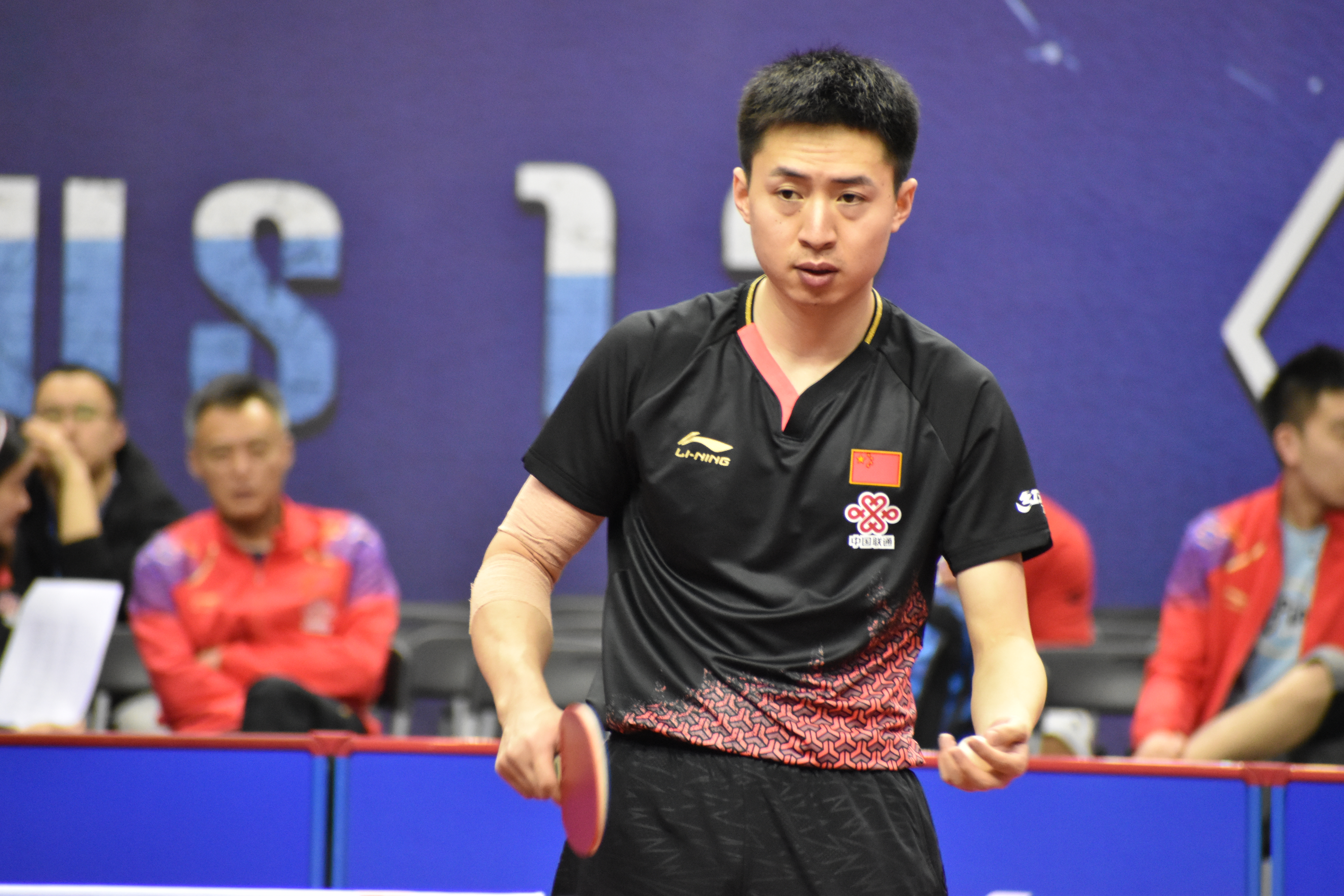

## وصلات خارجية
- فانغ بو على موقع منظمة تنس الطاولة العالمي (الإنجليزية)